# Peperomia thomeana
Peperomia thomeana är en pepparväxtart som beskrevs av C. Dc.. Peperomia thomeana ingår i släktet peperomior, och familjen pepparväxter. Inga underarter finns listade i Catalogue of Life.